# Coulaceae
Họ Coulaceae Tiegh. (1897) là một họ thực vật hạt kín. Họ này không được hệ thống APG III năm 2009 (không đổi so với hệ thống APG II năm 2003 và hệ thống APG năm 1998) công nhận mà chỉ coi là một phần trong họ Olacaceae s. l., nhưng được đề cập trong website của APG.

## Các chi
Họ này gồm 3 chi với 3 loài:
- Coula Baill.: 1 loài (C. edulis Baill.) tại vùng nhiệt đới châu Phi.
- Minquartia Aubl.: 1 loài (M. guianensis Aubl.) tại vùng nhiệt đới châu Mỹ.
- Ochanostachys Mast.: 1 loài (O. amentacea Mast.) tại miền tây Malaysia.

## Đặc điểm
Các thành viên của họ này là các cây gỗ từ trung bình tới lớn với các lá đơn mọc so le, có cuống, không lá kèm. Họ này đáng chú ý bởi vài đặc trưng chia sẻ chung với tổ tiên gần nhất về mặt giải phẫu như các lông tơ hình cây trên lá, vách thứ cấp linhin hóa của biểu bì, các tế bào chứa nhựa mủ trên lá và các hốc tinh thể biểu bì. Các cụm hoa xuất hiện như là chùm xim giống như bông. Các hoa lưỡng tính từ đẳng số kép tới đa đẳng số và mẫu 4 hay 5. Các lá đài phát triển và hợp sinh nhưng không tạo thành một đài hoa đồng trưởng trong quá trình tạo quả. Các cánh hoa nhẵn nhụi hay có lông tơ có thể là có cánh tràng rời hay có cánh tràng hợp chỉ tại gốc. Nhị mọc thành 2 hay 3 vòng, số lượng bằng số cánh hoa hay hơn (đôi khi có nhị lép). Đĩa tuyến không có. Bầu nhụy dạng dưới bầu với 3 hay 4 ngăn. Quả là dạng quả hạch từ trung bình tới lớn. Quả của Coula edulis ăn được.
Nhóm rất đồng nhất gồm 3 chi này được Philippe Édouard Léon Van Tieghem công nhận từ năm 1899 và các tác giả sau đó và đã từng được phân loại như là tông Couleae. Các phân tích hình thái và phân tử đều có hỗ trợ tự trợ cao cho nhánh đại diện cho họ này. Mặc dù nhánh này là đơn ngành rõ ràng, nhưng nó xuất hiện như là một phần của một đa phân (polytomy) với các họ Ximeniaceae, Aptandraceae và Olacaceae s. s.

## Phát sinh chủng loài
Cây phát sinh chủng loài dưới đây lấy theo Malécot V. & Nickrent D.L. 2008.

|  | \| \| Ochanostachys \| \| \| \| \| \| Coula \| \| \| \| |
|  |                                                         |
|  | Minquartia                                              |
|  |                                                         |
|  | Ochanostachys                                           |
|  |                                                         |
|  | Coula                                                   |
|  |                                                         |

|  | Ochanostachys |
|  |               |
|  | Coula         |
|  |               |